# Gelasma illiturata
Gelasma illiturata là một loài bướm đêm trong họ Geometridae.